# Улахан-Мурбайы
Улаха́н-Мурба́йы (также Большой Мурбай, Улахан-Мурбаайы, в верховьях — Бору-Мурбайы или Боруу-Мырбай) — река в Якутии, левый приток Нюи. Длина реки — 201 км. Площадь водосборного бассейна — 4390 км².
Река берет начало на Приленском плато на востоке Среднесибирского плоскогорья в Ленском районе Якутии, на границе с Мирнинским районом, на высоте более 363 м над уровнем моря. Преимущественно течёт в юго-восточном направлении, делая изгиб к северу в районе впадения притоков Орто-Мурбайы и Тустах. Берега поросли тайгой из лиственницы, берёзы и ели. Впадает в Нюю по левому берегу на отметке ниже 186 м над уровнем моря, выше впадения Оччугуй-Мурбайы у села Нюя Северная, в 201 км от устья Нюи. Ширина перед устьем — 22-37 м при глубине 0,5-0,8 м; скорость течения в низовьях составляет 0,8 м/с. 

## Основные притоки
Указаны поименованные притоки длиной 20 км и более
| Название     | Расстояние от устья | Длина | Положение |
| ------------ | ------------------- | ----- | --------- |
| Кюёльлях     | 53                  | 46    | правый    |
| Тустах       | 73                  | 82    | левый     |
| Орто-Мурбайы | 74                  | 99    | левый     |
| Кенгюстях    | 119                 | 27    | правый    |
| Монуолах     | 153                 | 32    | правый    |
| Тарын-Юрях   | 171                 | 26    | правый    |

## Данные водного реестра
По данным государственного водного реестра России и геоинформационной системы водохозяйственного районирования территории РФ, подготовленной Федеральным агентством водных ресурсов:
- Бассейновый округ — Ленский
- Речной бассейн — Лена
- Речной подбассейн — Лена между впадением Витима и Олёкмы
- Водохозяйственный участок — Нюя
- Код водного объекта — 18030300112117200003708